# Monica Niculescu
Monica Niculescu (Slatina, 25 settembre 1987) è una tennista rumena.
Vanta come migliori risultati negli Slam un quarto turno negli US Open e Wimbledon, una semifinale in doppio negli Australian Open e una finale, sempre in doppio, a Wimbledon.
Ha una sorella maggiore di un anno, Gabriela Niculescu, anche lei tennista professionista.

## Carriera

### 2002-2003: primi anni e primi titoli
Nel 2002 si qualifica per il suo primo torneo ITF a Dubrovnik, dove poi perde al primo turno. In agosto, a Bucharest, riesce a vincere il suo primo titolo ITF, battendo in finale Cvetana Pironkova.
Nel 2003, Niculescu riesce a vincere altri 2 titoli ITF: il primo a Cavtat, battendo in finale Darija Jurak; l'altro a Timisoara, sconfiggendo la spagnola Rizhik nell'ultimo atto.
Grazie a questi risultati, entra tra le prime 500 del mondo.

### 2004-2005
Nel febbraio 2004, la romena vince 2 titoli ITF di fila in Portogallo. In maggio, trionfa nuovamente nell'ITF di Bucharest, battendo Simona Matei in finale. In agosto, vince il quarto ITF stagionale sempre in Romania, a Iasi, sconfiggendo Raluca Olaru nell'ultimo atto.
Nel 2005, Niculescu riesce nuovamente in una "doppietta", vincendo 2 ITF consecutivamente, questa volta in Egitto. In maggio, partendo dalle qualificazioni, vince l'ITF di Antalya. A Coimbra, in agosto, la romena conquista l'undicesimo titolo ITF della carriera, battendo Aravane Rezai nell'ultimo atto.
Grazie agli 8 trionfi ITF colti in questo biennio, Niculescu entra tra le prime 300 del mondo.

### 2006
La prima parte di stagione è piuttosto negativa per Monica, che trova solo 2 semifinali e un quarto a livello ITF. A maggio, tenta le qualificazioni per l'Istanbul Cup: vince le prime due partite su Galyna Kosyk e Sabine Lisicki ma cede nel turno decisivo ad Angelique Widjaja (5-7 3-6). In luglio trova la prima finale ITF della stagione in Germania, ma perde da Savranska. A Darmstadt vince il primo ITF stagionale, senza cedere set. Torna in finale a Coimbra, ma non ripete il titolo del 2005, cedendo a Kelly Liggan nell'ultimo atto.
Nel ranking, non riesce a ottenere risultati tali da permetterle di sfondare il muro della top-200: rimane stabilmente tra le prime 300.

### 2007: primo main-draw WTA
Niculescu comincia l'anno disputando le sue prime qualificazioni per uno slam, l'Australian Open: passa il primo turno contro Carly Gullickson (3-6 6-2 7-5) ma non il secondo contro Julia Vakulenko. Grazie a una wild-card, riesce a partecipare al suo primo main-draw WTA a Dubai: la romena si arrende alla n°32 del mondo Maria Kirilenko (3-6 0-6).
Sulla terra, tenta le qualificazioni per il Roland Garros e Barcellona: in entrambi i casi, esce al secondo turno.
A Wimbledon, arriva nuovamente al secondo turno qualificatorio, cedendo ad Alizé Cornet in tre set. Agli US Open si ferma al primo turno delle qualificazioni.
A livello ITF ottiene le migliori soddisfazioni nel finale di anno: arriva in finale a Granada (perdendo da Martinez Sanchez) e vince tre titoli a Istanbul, Port Pirie e Mount Gambier.
Chiude l'anno al n°151 del mondo.

### 2008: primo quarto WTA e approdo in top-50
La romena, agli Australian Open, riesce a centrare il primo main-draw slam della carriera, battendo Akiko Yonemura, Anne Keothavong e Ekaterina Bychkova senza perdere nessun set; nel tabellone principale, Monica cede al primo turno a Camille Pin (7-5 1-6 1-6). Dopo non essersi qualificata per i Proximus Diamond Games, riesce a passare le qualificazioni in quel di Doha, eliminando Kosyk e Barrois; nel main-draw, coglie la prima vittoria in carriera nel circuito maggiore sulla lucky loser Julie Ditty (6-1 6-4); al secondo turno, dà filo da torcere alla n°19 del mondo Sybille Bammer, ma è costretta alla resa in tre set (6-3 5-7 4-6). In seguito, non passa il tabellone cadetto di Dubai, cedendo a Medina Garrigues al turno decisivo. Si qualifica, invece, per il WTA di Bangalore: si arrende al primo turno a Vera Zvonareva (n°21 del mondo) per 6-1 al terzo set. 
Sulla terra, si ferma al primo turno all'Estoril, sconfitta da Duque Marino. A Roma, riesce a passare le quali battendo due top-100, la n°50 Parmentier (6-2 6-0) e la n°72 Makarova (3-6 6-2 6-3). Nel tabellone principale, estromette un'altra top-100, Jill Craybas, per 6-4 3-6 6-4, prima di cedere a Viktoryja Azarenka (3-6 2-6). Grazie all'ottimo risultato, Niculescu entra per la prima volta in carriera in top-100, piazzandosi all'86º posto. Non supera le qualificazioni al Roland Garros, arrendendosi all'ultimo turno a Pandzic (6-2 5-7 4-6); tuttavia, viene ripescata come lucky loser nel main-draw, dove è opposta a Jelena Jankovic, n° 3 del mondo: Monica viene eliminata in due set. La stagione sull'erba non le regala traguardi importanti, tuttavia riesce a partecipare a Wimbledon per la prima volta in carriera e a cogliere la sua prima vittoria sui prati londinesi ai danni della qualificata Rybarikova (1-6 6-3 6-4) prima di perdere da Agnes Szavay, n°15 del mondo, per 7-5 5-7 2-6. 
Sul cemento americano, la romena fa primo turno a Los Angeles e raggiunge il secondo alla Rogers Cup, dove si arrende a Patty Schnyder. Al Pilot Pen Tennis di New Haven, la romena passa le quali ed elimina Kirilenko (n°23 del mondo) al primo turno; al round successivo, Niculescu si arrende a Caroline Wozniacki in due set. Agli US Open perde all'esordio da Kaia Kanepi.
Partecipa al Tashkent Open, dove è testa di serie n°6: passa i primi due turni contro Savchuk e Shvedova, sfruttando i ritiri di entrambe nel corso del secondo set; nel suo primo quarto di finale WTA, Monica si arrende a Peng Shuai (1° forza del seeding) per 7-6(6) 2-6 4-6. Si presenta poi a Zurigo, dove supera le qualificazioni senza perdere set; al primo turno, estromette Anna Chakvetadze, n°12 del mondo, con lo score di 3-6 6-3 6-2, facendo segnare la prima vittoria in carriera su una top-20. Al secondo turno la sua corsa si arresta contro Azarenka (doppio 0-6). Grazie ad alcuni buoni piazzamenti in tornei ITF (due semifinali e una finale), sale ancora nel ranking, chiudendo tra le prime 50 del pianeta, al n°47 (nuovo best-ranking).

### 2009: uscita dalla top-100 in singolare; primo titolo WTA in doppio
La campagna australiana non regala buoni risultati per Niculescu, che esce all'esordio a Brisbane e a Hobart e trova il secondo turno all'Australian Open (sconfitta da Sara Errani). A Parigi GDF, la romena batte Timea Bacsinszky (6-4 6-3) prima di cedere ad Amelie Mauresmo (1-6 2-6). A Dubai esce di scena al secondo turno contro Jelena Jankovic, n°3 del mondo, dopo aver battuto Shuai Peng (n°33 del pianeta). Tra Indian Wells e Miami non coglie successi.
Sulla terra, viene eliminata all'esordio sia a Roma che a Madrid. A Strasburgo, passa le qualificazioni e al primo turno elimina Anna-Lena Gronefeld, da cui aveva già perso due volte quest'anno; al secondo turno, estromette la qualificata Beygelzimer per 5-7 6-0 6-4, approdando ai primi quarti di finale della stagione. Nella circostanza, si arrende ad Aravane Rezai, con lo score di 6-0 1-6 2-6. La settimana successiva, al Roland Garros, cede all'esordio ad Aleksandra Wozniak (tds n°24) in tre set. Sull'erba, non raccoglie nessuna vittoria tra 'S-Hertogenbosch e Wimbledon. Nei due International di Budapest e Praga delude le aspettative, uscendo, rispettivamente, al primo e secondo turno. Nella capitale ungherese, assieme ad Alisa Klejbanova, vince il suo primo titolo WTA in doppio, battendo in finale le sorelle Al'ona e Kateryna Bondarenko.
Sul cemento americano, non trova nessun risultato di rilievo, centrando il secondo turno a Stanford come miglior risultato. 
A Tashkent, coglie il secondo quarto WTA di stagione, battendo Garbin (tds n°2) e Sandra Zahlavová e perdendo solo da Camerin al tie-break del terzo parziale. Dopo un primo turno a Linz, chiude la stagione con il secondo turno a Mosca, dove cede a Schiavone in due set.
Non avendo confermato i buoni risultati ITF della scorsa stagione e non avendo avuto un buon rendimento a livello WTA, Niculescu scende nel ranking, chiudendo l'anno al n°101 del mondo.

### 2010: prima semifinale WTA
La romena inizia l'anno passando le qualificazioni per il WTA di Auckland, battendo Nara, Kučová e Marino; tuttavia, al primo turno, cede alla n°19 del mondo, Virginie Razzano. Non passa il tabellone cadetto di Hobart mentre, agli Australian Open, esce di scena al primo turno contro Jankovic (4-6 0-6). Anche il cemento americano non le porta fortuna, in quanto esce all'esordio sia a Memphis che a Indian Wells.
Sulla terra, non passa le qualificazioni né a Marbella né a Barcellona. Prosegue il periodo negativo all'Estoril e al Roland Garros, non qualificandosi nuovamente per il main-draw. 
Sull'erba, dopo non aver superato le quali a Eastbourne, inverte il trend a Wimbledon, qualificandosi per il main-draw senza cedere set a Rae, Diatchenko e Namigata; al primo turno, centra la prima vittoria in un tabellone principale dell'anno su Gisela Dulko (6-3 6-2) prima di arrendersi alla top-ten Flavia Pennetta (1-6 1-6).
A Praga, cede al secondo turno a Hradecká in due set. In seguito, torna in una finale ITF a Lussemburgo: perde in due set da Mathilde Johansson.
Sul cemento americano, si qualifica per il tabellone principale di Cincinnati, dove riesce a imporsi su Sabine Lisicki (6-3 6-0) prima di cedere nuovamente a Pennetta. Anche alla Rogers Cup passa le qualificazioni, battendo 1 top-100 (Cirstea) e una top-50 (Strycová); nel main-draw, si arrende alla lucky loser Kimiko Date in tre set. Agli US Open, per il terzo torneo consecutivo, supera il tabellone cadetto senza perdere nessun set; al primo turno, viene estromessa da Viktoryja Azarenka, n°11 del mondo.
Grazie ai buoni risultati, rientra in top-100. Si presenta poi a Tashkent, dove è accreditata della 5ª testa di serie: al primo turno, si impone in tre set su Dijas mentre, al secondo, batte Ekaterina Lopes in rimonta (0-6 6-0 6-1). Ai quarti, sconfigge la connazionale e top-30 Alexandra Dulgheru, con lo score di 7-6(5) 2-6 6-3. Accede così alla sua prima semifinale nel circuito maggiore, dove affronta Elena Vesnina, 4° forza del seeding: Niculescu viene eliminata in tre set, per 3-6 6-3 4-6. Chiude l'anno non passando le quali né a Pechino né a Mosca.
Termina la stagione al n°83 del mondo.

### 2011: ottavi agli US Open, semifinale a Pechino, prima finale WTA e top-30
La romena inizia l'anno non passando le qualificazioni né per Brisbane né per Sydney; tuttavia, agli Australian Open, raggiunge per la prima volta in carriera il terzo turno, superando due top-50 come Bacsinszky (6-0 6-3) e Pironkova (6-4 6-1). Nei sedicesimi, perde da Francesca Schiavone (n°7 del mondo) in due set. In seguito, non si qualifica né per Dubai né per Doha. A Indian Wells riesce a passare il tabellone cadetto senza perdere set e, in più, supera Anastasija Rodionova al primo turno (6-3 6-1); al secondo turno, viene eliminata da Marion Bartoli, n°15 del seeding, in tre set. Anche a Miami raggiunge il secondo turno, sconfitta da Jelena Jankovic, n°7 del pianeta.
Sulla terra, dopo un'uscita al primo turno a Marbella, partecipa all'Estoril Open: all'esordio, supera la 5° testa di serie Bethanie Mattek-Sands in tre set (6-4 5-7 6-3) mentre, al secondo, si impone in due set sulla qualificata Stephens (6-4 6-4); ai quarti, batte Jarmila Gajdosova in rimonta, per 5-7 6-4 6-2, approdando alla sua seconda semifinale WTA della carriera, dove trova Anabel Medina Garrigues, che la sconfigge in due parziali. Grazie a questo risultato, rientra tra le prime 50 del mondo. Dopo aver passato le qualificazioni a Madrid e aver ceduto a Scheepers al primo turno solo al tie-break del terzo, Niculescu ritocca il suo best-ranking, issandosi alla posizione numero 44. Al Roland Garros esce di scena al primo turno contro Wickmayer, teta di serie n°22.
Sull'erba, la romena non coglie risultati di rilievo, ottenendo il primo turno al Libema Open e il secondo a Wimbledon. Al Baku Open raggiunge il secondo round, dove cede a Voskoboeva. Non si qualifica per la Rogers Cup mentre, a Cincinnati, passa le quali, battendo Lucic-Baroni e Sevastova; al primo turno, si arrende a Sofia Ardvisson in tre set. A New Haven, elimina Pironkova (6-3 6-2) prima di soccombere a Francesca Schiavone (2-6 1-6). In seguito, si presenta agli US Open, dove non è mai riuscita a vincere un match nel main-draw. Nel 2011 sfata il tabù, riuscendo a sconfiggere Patricia Mayr-Achleitner con un doppio 6-3; al secondo turno, supera la connazionale Dulgheru con un netto 6-3 6-0 mentre, al terzo turno, lascia appena un game alla testa di serie n°27 Lucie Šafářová; approda così agli ottavi di finale, dove si arrende alla sorpresa del torneo, Angelique Kerber, in due set. Con questo risultato, Monica diventa l'ottava tennista rumena nell'era Open ad approdare alla seconda settimana di uno slam.
Niculescu prosegue l'ottimo momento al China Open, dove supera le qualificazioni battendo Craybas e Doi; al primo turno, sconfigge Li Na (n°6 del mondo) con un netto 6-4 6-0, facendo riscontrare la prima vittoria in carriera su una top-10. Al secondo e terzo turno, elimina due qualificate, Scheepers (6-2 6-1) e Razzano (4-6 6-1 6-2), giungendo ai quarti di finale. Nella circostanza, estromette la n°24 del mondo Maria Kirilenko, con lo score di 3-6 6-3 6-4, accedendo alla sua prima semifinale in un Premier Mandatory. Qui, finisce la sua cavalcata, fermata da Andrea Petkovic (2-6 0-6). Grazie a questo risultato, entra tra le prime 40 del mondo, piazzandosi 34º.
Chiude la stagione a Lussemburgo, dove esordisce contro la qualificata Karin Knapp: Niculescu si impone a fatica, per 6(2)-7 7-5 7-6(3). Anche al secondo turno è costretta al terzo set da Medina Garrigues, ma alla fine prevale per 7-6(5) 3-6 6-1. Ai quarti, regola con un doppio 6-4 la lucky loser Hradecká; in semifinale, estromette Anne Keothavong (7-5 4-6 6-3), accedendo così alla sua prima finale WTA della carriera: nella circostanza, si arrende alla n°2 del mondo Viktoryja Azarenka, per 2-6 2-6.
Grazie a questa finale, conclude la stagione al n°30 del mondo.

### 2012: best ranking e 2ª finale WTA
La romena inizia l'anno ad Auckland, dove perde al secondo turno da Jie Zheng. Dopo il primo turno di Hobart, raggiunge il terzo all'Australian Open con due vittorie sulle transalpine Cornet (5-7 6-0 6-3) e Parmentier (4-6 6-4 6-1); ai sedicesimi, si arrende alla n°1 del mondo Caroline Wozniacki (2-6 2-6). A Parigi GDF viene fermata al secondo round da Angelique Kerber per 6-3 al terzo set. A Doha, elimina Elena Vesnina lasciandole solo un game, mentre, al secondo turno, la romena approfitta del ritiro di Vera Zvonareva sul 7-5 3-2 per Niculescu; questa è la seconda vittoria in carriera su una top-10 per Monica. Agli ottavi, batte la qualificata Kateryna Bondarenko per 7-6(5) 6-4, approdando ai quarti di finale, i primi in un Premier: nella circostanza, soccombe alla campionessa degli ultimi US Open, Samantha Stosur, in tre set. Nonostante due uscite premature a Dubai e Indian Wells, riesce comunque a ritoccare il suo best-ranking, issandosi alla 28ª posizione del ranking mondiale. Delude le aspettative anche a Miami e Copenaghen, dove raggiunge il secondo turno. 
La stagione su terra è disastrosa per Niculescu, che raccoglie solo un successo a Bruxelles su 5 tornei disputati. Anche l'erba non è foriera di buoni risultati per Monica, che centra il secondo turno a 'S-Hertogenbosch e l'uscita all'esordio a Wimbledon (battuta da Stephanie Foretz).
Agli US Open, dove difendeva gli ottavi di finale, esce di scena già al primo turno contro la giapponese Morita (3-6 3-6). A causa di questa uscita, Niculescu scende al 47º posto in classifica. A Tashkent, Guangzhou e Tokyo esce sempre all'esordio. Al China Open, dove nel 2012 ottenne la semifinale, ritrova la vittoria contro Lucie Šafářová (6-2 6-0) prima di cedere a Jankovic in due set. Non avendo difeso la semifinale del 2011, la romena precipita in 70ª posizione nel ranking.
Chiude la stagione disputando il BGL Luxembourg Open: al primo turno elimina la svizzera Oprandi mentre, al secondo turno, estromette la 2° testa di serie Julia Goerges (6-4 6-2). Ai quarti, come successe nel 2011, batte la ceca Hradecká per 6-0 6-4. In semifinale, si sbarazza di Daniela Hantuchová in due netti parziali, tornando in finale nel Granducato un anno dopo. Come successe 12 mesi fa, anche questa volta Niculescu non riesce a vincere il titolo, cedendo a Venus Williams per 2-6 3-6.
In ottobre, torna a disputare 2 tornei ITF, a Poitiers e Nantes: nel primo trova la semifinale (perdendo da Vesnina) nel secondo riesce a trionfare, battendo in finale Putinceva. 
Termina l'annata al n°58 del mondo.

### 2013: primo titolo WTA
Niculescu inizia l'anno a Shenzhen, dove coglie la semifinale senza perdere set contro Zheng (6-4 7-5), Robson (6-2 6-3) e Zhou (6-4 6-2); nel penultimo atto, cede il passo a Klara Koukalová. Figura bene anche a Hobart, dove batte Peng e Minella prima di soccombere a Kirsten Flipkens ai quarti (6-2 4-6 0-6). Agli Australian Open è la prima vittima della corsa al titolo di Viktoryja Azarenka, che la sconfigge per 1-6 4-6. A Parigi GDF passa le qualificazioni senza cedere set; al primo turno perde da Carla Suarez Navarro. A Doha, vince per la prima volta in carriera su Jelena Jankovic (dopo 5 sconfitte su 5 incontri disputati) prima di venir fermata da Samantha Stosur al secondo turno.
In seguito, si sposta in Brasile, per giocare la prima edizione del torneo di Florianopolis; al primo turno, batte in rimonta Anabel Medina Garrigues, per 5-7 7-6(7) 6-1, annullandole anche 3 match point nel tie-break del secondo parziale. Al secondo turno, lascia 2 giochi a Mrdeza, mentre, ai quarti, elimina Timea Babos per 6-3 6-0; in semifinale, la romena spazza via Kiki Mladenovic (6-0 6-2), cogliendo la terza finale WTA in carriera, la prima lontana da Lussemburgo. Nell'ultimo atto, si impone su Ol'ga Alekseevna Pučkova in tre set (6-2 4-6 6-4), conquistando il primo titolo nel circuito maggiore.
A Indian Wells, esordisce con una vittoria per 6-0 6-0 sulla qualificata Svitolina, mentre, al secondo turno, cede a Flipkens per la seconda volta nel 2013. A Miami, invece, perde all'esordio da Jamie Hampton (4-6 3-6). In seguito, disputa il Monterrey Open: dopo aver approfittato del ritiro di Kimiko Date, si impone sulla 6ª testa di serie Yanina Wickmayer (6-4 3-6 6-1); ai quarti, batte la n°123 del mondo Timea Babos (7-5 6-2), accedendo alla terza semifinale annuale, dove si arrende ad Anastasija Pavljučenkova in tre set. 
Sulla terra rossa, raggiunge il secondo turno all'Estoril ed esce all'esordio a Madrid e Roma. A Strasburgo, torna a vincere un match contro Erakovic prima di cedere a Tatishvili. Al Roland Garros delude le aspettative, perdendo subito da Johanna Larsson (2-6 3-6). Sull'erba, esce al primo turno sia a Eastbourne che a Wimbledon. 
Sul cemento americano, coglie, come miglior risultato, i quarti a Washington, dove è costretta a ritirarsi dopo il primo game contro Makarova. Nella parte finale di anno, non centra nessun risultato di rilievo, uscendo sempre al primo o secondo turno tra Pechino, Linz e Lussemburgo.
Termina l'anno al n°60 del mondo.

### 2014: 2º titolo WTA
Niculescu inizia l'anno raggiungendo i quarti di finale sia a Shenzhen che a Hobart: nel torneo cinese, cede alla n°3 del mondo Li Na (5-7 6-4 4-6) mentre, in Tasmania, si arrende a Estrella Cabeza Candela. Anche agli Australian Open figura bene, raggiungendo il terzo turno per la terza volta in carriera: batte Peer (6-4 6-1) e la n°15 del mondo Sabine Lisicki (2-6 6-2 6-2) prima di soccombere a Makarova. A Doha, raggiunge gli ottavi, perdendo da Sara Errani in tre set. A Florianopolis, dove difendeva il titolo, si ferma ai quarti di finale, ritirandosi nel match contro Suarez Navarro.
Dopo aver raccolto scarsi risultati tra Indian Wells, Miami, Katowice e Monterrey, inizia a Madrid la stagione su terra per Monica: passa le qualificazioni e poi cede all'esordio a Sloane Stephens (6-2 3-6 2-6). A Roma non supera il tabellone cadetto mentre a Norimberga e Parigi coglie, rispettivamente, primo e secondo turno.
A Wimbledon esce all'esordio contro Alison Van Uytvanck (5-7 3-6). A Bucharest, gioca un buon torneo: batte Koukalová (testa di serie n°3), Kostova e Hercog (8° forza del seeding), raggiungendo la prima semifinale dell'anno; nella circostanza, viene eliminata dalla connazionale Simona Halep, con lo score di 2-6 6-4 1-6.
Dopo un primo turno a Istanbul, non passa le quali a Cincinnati e New Haven, mentre, agli US Open, arriva al secondo turno, dove cede a Strýcová (6-4 4-6 2-6).
A Guangzhou, gioca un torneo strepitoso, giungendo alla conquista del secondo titolo WTA della carriera, battendo Jovanovski (6-2 6-2), Doi (6-2 6-1), Puig (6-2 6-2), Wang (6-0 6-2) e Cornet in finale (6-4 6-0). Vince il trofeo senza perdere set e cedendo appena 17 games in tutto il torneo.
Grazie al risultato, rientra tra le prime 50 del mondo, piazzandosi 41º. Partecipa al China Open: passa le qualificazioni battendo nettamente Linette e Van Uytvanck; al primo turno affronta Andrea Petkovic, la stessa avversaria che aveva trovato 3 anni prima nella stessa location, ma in semifinale; se allora non c'era stata battaglia, questa volta si svolge una partita molto più equilibrata, con Niculescu che vince agevolmente il primo set (6-2) e va vicinissima a vincere anche il secondo, che cede solo al tie-break per 10-8, non sfruttando 3 match point. Nel terzo set, Monica non sfrutta per 2 volte un break di vantaggio e capitola nel rush finale contro la n°17 del mondo (6-2 6(8)-7 4-6). Chiude la stagione a Lussemburgo, dove perde al secondo turno da Mona Barthel.
Termina l'anno al n°47 del mondo.

### 2015: prima finale sull'erba e ottavi a Wimbledon
Niculescu comincia l'anno con 3 sconfitte all'esordio, tra Shenzhen, Hobart e Australian Open. Ad Anversa, centra la prima vittoria dell'anno su Flipkens (6-3 6-2) prima di perdere da Suarez Navarro, futura finalista. Dopo l'uscita di scena precoce a Dubai, a Indian Wells e Miami ha lo stesso destino: sconfitta al secondo turno da Serena Williams. 
Dopo il secondo turno di Katowice, comincia la stagione su terra, che non le regala particolari soddisfazioni: esce all'esordio a Praga, non si qualifica per i main-draw di Madrid e Roma e si ferma al primo turno al Roland Garros (perdendo ancora da Suarez Navarro). L'unico risultato di rilievo sul rosso, Niculescu lo ottiene nell'ITF di Marsiglia, dove vince il titolo battendo Pauline Parmentier in finale.
A Nottingham, Monica inaugura la breve parentesi erbivora della stagione: esordisce estromettendo la testa di serie n°3 Varvara Lepchenko (4-6 6-3 6-1) per poi avere la meglio di Govortsova, sempre in rimonta (2-6 7-5 7-5). Raggiunge così i quarti di finale, i primi in un torneo sul verde in carriera: nella circostanza, supera la wild-card Johanna Konta (6-2 2-6 6-2), accedendo così in semifinale. Nel penultimo atto, trova la 1° testa di serie, Agnieszka Radwanska: Niculescu si impone in tre set (5-7 6-4 6-0), cogliendo la 5ª finale WTA della carriera. Qui si arrende alla giovane Ana Konjuh, con lo score di 6-1 4-6 2-6. Grazie al risultato, rientra in top-50. Dopo un primo turno a Birmingham, non passa le qualificazioni a Eastbourne, battuta da McHale; tuttavia, viene ripescata come lucky loser al posto di Angelique Kerber: dopo un bye all'esordio, viene eliminata da Coco Vandeweghe in tre set. A Wimbledon, per la prima volta in carriera, coglie gli ottavi di finale, sconfiggendo Puig, Cepelová e Plíšková; cede soltanto a Timea Bacsinszky, per 6-1 5-7 2-6.
A Bucharest, replica la semifinale colta qui un anno prima, battendo Bogdan, Pereira e Mitu; nel penultimo atto, si arrende a Sara Errani, testa di serie n°1, con lo score di 7-5 1-6 2-6.
Sul cemento americano, ottiene i quarti a Washington: come successe nel 2014, anche questa colta è costretta a ritirarsi a match in corso contro Stosur. Agli US Open, arriva fino al secondo turno, dove perde dalla futura campionessa Flavia Pennetta (1-6 4-6). 
A Guangzhou, dove difendeva il titolo, si ferma ai quarti, sconfitta da Yanina Wickmayer. Dopo gli scarsi risultati tra Wuhan, Pechino e Mosca, chiude l'anno con la vittoria nell'ITF di Poitiers, battendo Parmentier nell'ultimo atto. Termina la stagione al n°39 del mondo.

### 2016: 3º titolo WTA
Comincia l'anno con 2 secondi turni, colti a Shenzhen e Hobart. Anche agli Australian Open raggiunge il secondo turno, battendo Pereira (6-2 6-1) e cedendo a Kulichkova (4-6 6-2 4-6). In seguito, viene chiamata dalla Romania per disputare il match di Fed Cup contro la Repubblica Ceca nel Gruppo Mondiale: Niculescu vince il primo singolare contro Petra Kvitová (n°9 del mondo) per 6-3 6-4 ma perde quello con Karolína Plíšková (4-6 6-4 3-6); alla fine, la Romania viene sconfitta 3-2 dalle future campionesse della competizione. Dopo un secondo turno a San Pietroburgo, gioca un buon torneo a Doha, dove batte Lisicki (n°31 del mondo) e Jelena Jankovic (n°20 del ranking) prima di cedere alla Radwanska in due set. Anche a Indian Wells subisce una sconfitta da Radwanska, sempre al 3° terzo. A Miami, dopo il bye all'esordio, si impone sulla rientrante Peng e su Vandeweghe (6-4 6-1) prima di arrendersi a Johanna Konta in due set agli ottavi. Viene richiamata dalla Romania, per disputare lo spareggio per la permanenza nel Gruppo Mondiale contro la Germania: nel suo unico singolare, viene sconfitta da Andrea Petkovic (6-0 6(1)-7 3-6).
Inizia la stagione su terra a Stoccarda: esordisce in maniera vincente contro Caroline Garcia (6-2 6-2) prima di arrendersi a Petra Kvitová in tre set. Negli altri tre impegni sul mattone tritato, viene sempre eliminata al primo turno, battuta da Chirico a Madrid, da Duque-Marino a Roma e da Parmentier al Roland Garros. Sull'erba, gioca solo a Wimbledon: perde al secondo turno da Timea Bacsinszky in tre set. A Bucharest, la tennista romena esce di scena al secondo round contro Hercog (4-6 3-6).
Sul cemento americano, la romena raccoglie pochi risultati positivi, riuscendo al massimo ad arrivare al terzo turno agli US Open.
Il finale di stagione, invece, si rivela piuttosto fruttuoso per Niculescu: a Seul, coglie la finale senza perdere un set nei match contro Hozumi (6-3 6-0), Schmiedlová (6-2 6-2), Cepelová (6-4 6-2) e Zhang (6-0 6-4). Nell'ultimo atto, si arrende a Lara Arruabarrena, con lo score di 0-6 6-2 0-6.
Dopo i secondi turni di Pechino e Linz, la romena gioca l'ultimo torneo annuale a Lussemburgo: dopo una comoda vittoria su Flipkens (6-4 6-2), rimonta un set di svantaggio a Francesca Schiavone (3-6 7-5 6-4), accedendo ai quarti, dove sfrutta il walkover di Caroline Wozniacki. In semifinale, si impone con un periodico 6-3 su Kiki Bertens (tds n°3), centrando la 7° finale WTA della carriera. Nell'ultimo atto, riesce ad avere la meglio di Petra Kvitová, per 6-4 6-0, conquistando così il 3° alloro WTA della carriera.
Termina la stagione in posizione n°37.

### 2017: 4º titolo WTA e 9° finale
In quel di Shenzhen, Monica comincia la sua stagione 2017: esce al secondo turno contro Wang Qiang. A Hobart, dove rappresenta la 3° testa di serie, raggiunge agevolmente la finale, vincendo in due set su Jankovic (6-2 6-3), Flipkens (6-3 6-2), Ozaki (6-4 6-4) e sfruttando il walkover di Tsurenko. Nell'ultimo atto, cede di schianto alla qualificata belga Elise Mertens (3-6 1-6). Dopo questo buon risultato, non raccoglie nessun buon risultato nel resto dei tornei su cemento, cogliendo solo una vittoria in 7 match giocati.
Sulla terra, non cambia la musica: esce all'esordio in tutti e 4 i tornei disputati, compreso il Roland Garros. Sull'erba, torna a vincere un match a Eastbourne contro Lucic-Baroni (7-5 al terzo) prima di arrendersi a Pironkova. A Wimbledon è la prima vittima della futura semifinalista Magdalena Rybariková. 
Sul cemento americano, trova dei risultati maggiormente confortanti: torna nei quarti di finale di un torneo WTA a Washington, quando batte Hibino e Tig nei primi due turni e cede a Goerges tra le ultime 8. Anche agli US Open ben figura, raggiungendo il terzo turno con la vittoria sulla n°13 del mondo Mladenovic (6-3 6-2) e quella su Bogdan; ai sedicesimi si arrende a Jennifer Brady al tie-break del terzo set.
Nella trasferta asiatica, Niculescu ottiene la 4° vittoria in carriera su una top-10 ai danni di Johanna Konta a Pechino (6-1 6-2) al primo turno; al secondo viene poi fermata da Shuai Peng (3-6 2-6). In Lussemburgo, dove difendeva il titolo, viene eliminata da Pauline Parmentier già al primo turno. A causa di questo risultato, scende alla 100ª posizione nel ranking. Termina l'anno vincendo il 4º titolo WTA al 125K di Limoges, battendo in finale Antonia Lottner (6-4 6-2). 

### 2018
Dopo un primo turno a Shenzhen, passa le qualificazioni a Hobart (battendo Bai e Kudryatseva) e, in seguito, riesce a giungere fino ai quarti con le due vittorie ai danni di Begu (6-3 6-2) e Lepchenko (6-4 6-2); tra le ultime 8, non scende in campo contro Elise Mertens. Agli Australian Open, perde subito da Mona Barthel (4-6 5-7). A Taiwan, raggiunge i quarti di finale, approfittando del ritiro di Jabeur (sul 4-0 Niculescu) e con la vittoria su Dijas (6-0 1-6 6-4); ai quarti, cede a Sabine Lisicki in tre set. A Doha, passa le qualificazioni, superando Ozaki e Petkovic in due parziali. Nel tabellone principale, la romena ottiene una vittoria di lusso contro Maria Sharapova (4-6 6-4 6-3) per poi approfittare del ritiro di Magdalena Rybáriková; agli ottavi, viene eliminata dalla n°1 del mondo Caroline Wozniacki (5-7 1-6). Dopo il primo turno a Budapest, si qualifica per il main-draw di Indian Wells battendo Li e Vinci; al primo turno, viene estromessa da Sorana Cirstea. Va meglio a Miami, dove passa le quali senza problemi e poi ottiene 2 vittorie nel tabellone principale contro Putinceva (6-2 6-4) e Rybáriková (6-3 6-3); si arrende al terzo turno alla futura campionessa Sloane Stephens, ritirandosi nel corso del terzo set. 
Decide poi di saltare la stagione su terra, presentandosi direttamente a Wimbledon, dove cede a Naomi Ōsaka (4-6 1-6). Nel resto della stagione, non ottiene alcun risultato di rilievo, centrando solo 4 vittorie su 14 match giocati (qualificazioni comprese). Termina l'anno raggiungendo la semifinale all'ITF di Poitiers, dove si arrende a Viktorija Golubic. 

### 2019
Niculecu inizia l'anno a Shenzhen, dove passa le qualificazioni battendo nettamente Khromacheva (6-0 6-3) e Hibino (6-2 6-2); nel main-draw, elimina la nº 22 del mondo Jelena Ostapenko con lo score di 6-0 6-2, tornando alla vittoria su una top-30 dopo quasi un anno. Al secondo turno, sconfigge Kristýna Plíšková in rimonta (6(2)-7 6-3 6-4), tornando nei quarti di un torneo WTA dopo Taiwan 2018. Nella circostanza, si arrende alla nº 70 del ranking mondiale Wang Yafan in tre set.

## Statistiche WTA

### Singolare

#### Vittorie (3)
| Legenda               | Legenda      |
| --------------------- | ------------ |
| Grande Slam (0)       |              |
| Ori Olimpici (0)      |              |
| WTA Finals (0)        |              |
| WTA Elite Trophy (0)  |              |
| Dal 2009 al 2020      | Dal 2021     |
| Premier Mandatory (0) | WTA 1000 (0) |
| Premier 5 (0)         | WTA 1000 (0) |
| Premier (0)           | WTA 500 (0)  |
| International (3)     | WTA 250 (0)  |

| N. | Data              | Torneo                                       | Superficie  | Avversaria in finale     | Punteggio     |
| 1. | 2 marzo 2013      | WTA Brasil Tennis Cup, Florianópolis         | Cemento     | Ol'ga Alekseevna Pučkova | 6-2, 4-6, 6-4 |
| 2. | 20 settembre 2014 | Guangzhou International Women's Open, Canton | Cemento     | Alizé Cornet             | 6-4, 6-0      |
| 3. | 22 ottobre 2016   | BGL-BNP Paribas Open Luxembourg, Lussemburgo | Cemento (i) | Petra Kvitová            | 6-4, 6-0      |

#### Sconfitte (5)
| Legenda               | Legenda      |
| --------------------- | ------------ |
| Grande Slam (0)       |              |
| Argenti Olimpici (0)  |              |
| WTA Finals (0)        |              |
| WTA Elite Trophy (0)  |              |
| Dal 2009 al 2020      | Dal 2021     |
| Premier Mandatory (0) | WTA 1000 (0) |
| Premier 5 (0)         | WTA 1000 (0) |
| Premier (0)           | WTA 500 (0)  |
| International (5)     | WTA 250 (0)  |

| N. | Data              | Torneo                                           | Superficie  | Avversaria in finale | Punteggio     |
| 1. | 23 ottobre 2011   | BGL-BNP Paribas Open Luxembourg, Lussemburgo     | Cemento (i) | Viktoryja Azaranka   | 2-6, 2-6      |
| 2. | 21 ottobre 2012   | BGL-BNP Paribas Open Luxembourg, Lussemburgo (2) | Cemento (i) | Venus Williams       | 2-6, 3-6      |
| 3. | 15 giugno 2015    | Nottingham Open, Nottingham                      | Erba        | Ana Konjuh           | 6-1, 4-6, 2-6 |
| 4. | 25 settembre 2016 | Hansol Korea Open, Seul                          | Cemento     | Lara Arruabarrena    | 0-6, 6-2, 0-6 |
| 5. | 14 gennaio 2017   | Hobart International, Hobart                     | Cemento     | Elise Mertens        | 3-6, 1-6      |

### Doppio

#### Vittorie (12)
| Legenda               | Legenda      |
| --------------------- | ------------ |
| Grande Slam (0)       |              |
| Ori Olimpici (0)      |              |
| WTA Finals (0)        |              |
| WTA Elite Trophy (0)  |              |
| Dal 2009 al 2020      | Dal 2021     |
| Premier Mandatory (0) | WTA 1000 (0) |
| Premier 5 (0)         | WTA 1000 (0) |
| Premier (1)           | WTA 500 (2)  |
| International (8)     | WTA 250 (1)  |

| N.  | Data            | Torneo                                    | Superficie  | Compagna           | Avversarie in finale                  | Punteggio              |
| 1.  | 12 luglio 2009  | Budapest Grand Prix, Budapest             | Terra rossa | Alisa Klejbanova   | Al'ona Bondarenko Kateryna Bondarenko | 6-4, 7-6(5)            |
| 2.  | 14 gennaio 2012 | Moorilla Hobart International, Hobart     | Cemento     | Irina-Camelia Begu | Alexandra Dulgheru Marina Eraković    | 6(4)-7, 7-6(4), [10-5] |
| 3.  | 4 gennaio 2014  | Shenzhen Open, Shenzhen                   | Cemento     | Klára Zakopalová   | Ljudmyla Kičenok Nadežda Kičenok      | 6-3, 6-4               |
| 4.  | 11 gennaio 2014 | Moorilla Hobart International, Hobart (2) | Cemento     | Klára Zakopalová   | Lisa Raymond Zhang Shuai              | 6-2, 6(5)-7, [10-8]    |
| 5.  | 9 gennaio 2016  | Shenzhen Open, Shenzhen (2)               | Cemento     | Vania King         | Xu Yifan Zheng Saisai                 | 6-1, 6-4               |
| 6.  | 23 luglio 2016  | Citi Open, Washington                     | Cemento     | Yanina Wickmayer   | Shūko Aoyama Risa Ozaki               | 6-4, 6-3               |
| 7.  | 27 agosto 2016  | Connecticut Open, New Haven               | Cemento     | Sania Mirza        | Kateryna Bondarenko Chuang Chia-jung  | 7-5, 6-4               |
| 8.  | 16 aprile 2017  | Ladies Open Biel Bienne, Bienne           | Cemento (i) | Hsieh Su-wei       | Timea Bacsinszky Martina Hingis       | 5-7, 6-3, [10-7]       |
| 9.  | 3 febbraio 2019 | Toyota Thailand Open, Hua Hin             | Cemento     | Irina-Camelia Begu | Anna Blinkova Wang Yafan              | 2-6, 6-1, [12-10]      |
| 10. | 2 ottobre 2021  | Astana Open, Nur-Sultan                   | Cemento (i) | Anna-Lena Friedsam | Angelina Gabueva Anastasija Zacharova | 6-2, 4-6, [10-5]       |
| 11. | 25 maggio 2024  | Internationaux de Strasbourg, Strasburgo  | Terra rossa | Cristina Bucșa     | Asia Muhammad Aldila Sutjiadi         | 3-6, 6-4, [10-6]       |
| 12. | 24 agosto 2024  | Abierto GNP Seguros, Monterrey            | Cemento     | Guo Hanyu          | Giuliana Olmos Aleksandra Panova      | 3-6, 6-3, [10-4]       |

#### Sconfitte (25)
| Legenda              | Legenda               | Legenda      |
| -------------------- | --------------------- | ------------ |
| Grande Slam (1)      |                       |              |
| Argenti Olimpici (0) |                       |              |
| WTA Finals (0)       |                       |              |
| WTA Elite Trophy (0) |                       |              |
| Prima del 2009       | Dal 2009 al 2020      | Dal 2021     |
| Tier I (0)           | Premier Mandatory (0) | WTA 1000 (0) |
| Tier II (1)          | Premier 5 (3)         | WTA 1000 (0) |
| Tier III (0)         | Premier (3)           | WTA 500 (2)  |
| Tier IV (0)          | International (10)    | WTA 250 (5)  |
| Tier V (0)           | International (10)    | WTA 250 (5)  |

| N.  | Data              | Torneo                                           | Superficie  | Compagna            | Avversarie in finale                     | Punteggio           |
| 1.  | 17 agosto 2008    | Pilot Pen Tennis, New Haven                      | Cemento     | Sorana Cîrstea      | Květa Peschke Lisa Raymond               | 6-4, 5-7, [7-10]    |
| 2.  | 2 agosto 2009     | Bank of the West Classic, Stanford               | Cemento     | Chan Yung-jan       | Serena Williams Venus Williams           | 1-6, 4-6            |
| 3.  | 16 gennaio 2010   | Moorilla Hobart International, Hobart            | Cemento     | Chan Yung-jan       | Květa Peschke Chuang Chia-jung           | 6-3, 3-6, [7-10]    |
| 4.  | 18 luglio 2010    | I. ČLTK Prague Open, Praga                       | Terra rossa | Ágnes Szávay        | Timea Bacsinszky Tathiana Garbin         | 5-7, 6(5)-7         |
| 5.  | 23 luglio 2011    | Baku Cup, Baku                                   | Cemento     | Galina Voskoboeva   | Marija Korytceva Tat'jana Puček          | 3-6, 6-2, [8-10]    |
| 6.  | 22 settembre 2012 | Guangzhou International Women's Open, Canton     | Cemento     | Jarmila Gajdošová   | Tamarine Tanasugarn Zhang Shuai          | 6-2, 2-6, [8-10]    |
| 7.  | 21 ottobre 2012   | BGL-BNP Paribas Open Luxembourg, Lussemburgo     | Cemento (i) | Irina-Camelia Begu  | Andrea Hlaváčková Lucie Hradecká         | 3-6, 4-6            |
| 8.  | 22 giugno 2013    | AEGON International, Eastbourne                  | Erba        | Klára Zakopalová    | Nadia Petrova Katarina Srebotnik         | 3-6, 3-6            |
| 9.  | 13 aprile 2014    | BNP Paribas Katowice Open, Katowice              | Cemento (i) | Klára Koukalová     | Julija Bejhel'zymer Ol'ga Savčuk         | 4-6, 7-5, [7-10]    |
| 10. | 17 gennaio 2015   | Moorilla Hobart International, Hobart (2)        | Cemento     | Vitalija D'jačenko  | Kiki Bertens Johanna Larsson             | 5-7, 3-6            |
| 11. | 3 ottobre 2015    | Wuhan Open, Wuhan                                | Cemento     | Irina-Camelia Begu  | Martina Hingis Sania Mirza               | 2-6, 3-6            |
| 12. | 23 ottobre 2015   | Kremlin Cup, Mosca                               | Cemento (i) | Irina-Camelia Begu  | Dar'ja Kasatkina Elena Vesnina           | 3-6, 7-6(7), [5-10] |
| 13. | 31 luglio 2016    | Rogers Cup, Montréal                             | Cemento     | Simona Halep        | Ekaterina Makarova Elena Vesnina         | 3-6, 6(5)-7         |
| 14. | 22 ottobre 2016   | BGL-BNP Paribas Open Luxembourg, Lussemburgo (2) | Cemento (i) | Patricia Maria Tig  | Kiki Bertens Johanna Larsson             | 6-4, 5-7, [9-11]    |
| 15. | 15 luglio 2017    | Torneo di Wimbledon, Londra                      | Erba        | Chan Hao-ching      | Ekaterina Makarova Elena Vesnina         | 0-6, 0-6            |
| 16. | 19 agosto 2017    | Western & Southern Open, Cincinnati              | Cemento     | Hsieh Su-wei        | Chan Yung-jan Martina Hingis             | 6-4, 4-6, [7-10]    |
| 17. | 23 agosto 2019    | NYJTL Bronx Open, New York                       | Cemento     | Margarita Gasparjan | Darija Jurak María José Martínez Sánchez | 5-7, 6-2, [7-10]    |
| 18. | 16 agosto 2020    | Sparta Prague WTA, Praga                         | Terra rossa | Ioana Raluca Olaru  | Lucie Hradecká Kristýna Plíšková         | 2-6, 2-6            |
| 19. | 5 marzo 2021      | Qatar Total Open, Doha                           | Cemento     | Jeļena Ostapenko    | Nicole Melichar Demi Schuurs             | 2-6, 6-2, [8-10]    |
| 20. | 20 maggio 2022    | Grand Prix SAR La Princesse Lalla Meryem, Rabat  | Terra rossa | Aleksandra Panova   | Eri Hozumi Makoto Ninomiya               | 7-6(7), 3-6, [8-10] |
| 21. | 12 giugno 2022    | Rothesay Open, Nottingham                        | Erba        | Caroline Dolehide   | Beatriz Haddad Maia Zhang Shuai          | 6(2)-7, 4-6         |
| 22. | 2 luglio 2023     | Bad Homburg Open, Bad Homburg                    | Erba        | Eri Hozumi          | Lidzija Marozava Ingrid Gamarra Martins  | 0-6, 6(3)-7         |
| 23. | 5 agosto 2023     | Mubadala Citi DC Open, Washington                | Cemento     | Alexa Guarachi      | Laura Siegemund Vera Zvonarëva           | 4-6, 4-6            |
| 24. | 20 ottobre 2024   | Kinoshita Group Japan Open, Osaka                | Cemento     | Cristina Bucșa      | Ena Shibahara Laura Siegemund            | 6-3, 2-6, [2-10]    |
| 25. | 11 gennaio 2025   | Hobart International, Hobart (3)                 | Cemento     | Fanny Stollár       | Jiang Xinyu Wu Fang-hsien                | 1-6, 6(6)-7         |

## Circuito WTA 125

### Singolare
| N. | Data             | Torneo                         | Superficie  | Avversaria in finale | Punteggio |
| 1. | 12 novembre 2017 | Engie Open de Limoges, Limoges | Cemento (i) | Antonia Lottner      | 6-4, 6-2  |

### Doppio

#### Vittorie (4)
| N. | Data             | Torneo                                     | Superficie  | Compagna            | Avversarie in finale            | Punteggio        |
| 1. | 19 dicembre 2021 | Open de Limoges, Limoges                   | Cemento (i) | Vera Zvonarëva      | Estelle Cascino Jessika Ponchet | 6-4, 6-4         |
| 2. | 10 dicembre 2023 | Open Angers Arena Loire, Angers            | Cemento (i) | Cristina Bucșa      | Anna Danilina Aleksandra Panova | 6-1, 6-3         |
| 3. | 6 ottobre 2024   | Prudential Hong Kong Tennis 125, Hong Kong | Cemento     | Elena-Gabriela Ruse | Nao Hibino Makoto Ninomiya      | 6-3, 5-7, [10-5] |
| 4. | 8 dicembre 2024  | Open In Arte Angers Loire, Angers (2)      | Cemento (i) | Elena-Gabriela Ruse | Belinda Bencic Céline Naef      | 6-3, 6-4         |

#### Sconfitte (3)
| N. | Data             | Torneo                          | Superficie  | Compagna       | Avversarie in finale              | Punteggio           |
| 1. | 12 dicembre 2021 | Open Angers Arena Loire, Angers | Cemento (i) | Vera Zvonarëva | Tereza Mihalíková Greet Minnen    | 6-4, 1-6, [8-10]    |
| 2. | 23 luglio 2023   | BCR Iași Open, Iași             | Terra rossa | Irina Bara     | Veronika Erjavec Dalila Jakupović | 4-6, 4-6            |
| 3. | 18 maggio 2024   | Trophée Clarins, Parigi         | Terra rossa | Zhu Lin        | Asia Muhammad Aldila Sutjiadi     | 6(3)-7, 6-4, [9-11] |

## Statistiche ITF

### Singolare

#### Vittorie (19)
| Torneo $100.000 (3) |
| Torneo $80.000 (0)  |
| Torneo $75.000 (0)  |
| Torneo $60.000 (0)  |
| Torneo $50.000 (1)  |
| Torneo $25.000 (6)  |
| Torneo $15.000 (0)  |
| Torneo $10.000 (9)  |

| N.  | Data              | Torneo                                                         | Superficie  | Avversaria in finale        | Punteggio     |
| 1.  | 19 agosto 2002    | Trofeul Distrigaz Sud, Bucarest                                | Terra rossa | Cvetana Pironkova           | 6-1, 7-6(4)   |
| 2.  | 9 aprile 2003     | Cavtat Open, Cavtat                                            | Terra rossa | Darija Jurak                | 6-4, 6-1      |
| 3.  | 25 agosto 2003    | Nastase Trophy Timisoara, Timișoara                            | Terra rossa | Veronica Rizhik             | 6-2, 6-3      |
| 4.  | 9 febbraio 2004   | Albufeira Ladies Open, Albufeira                               | Cemento     | Irina Kotkina               | 6-1, 3-6, 6-0 |
| 5.  | 16 febbraio 2004  | Portimao Tivoli Ladies Open, Portimão                          | Cemento     | Nadja Pavic                 | 6-4, 7-6(4)   |
| 6.  | 17 maggio 2004    | Trofeul Distrigaz Sud, Bucarest                                | Terra rossa | Simona Matei                | 6-2, 6-2      |
| 7.  | 16 agosto 2004    | Primaria Iasi Nastase Trophy, Iași                             | Terra rossa | Ioana Raluca Olaru          | 7-6(5), 6-0   |
| 8.  | 15 marzo 2005     | ITF Women's Circuit Il Cairo, Il Cairo                         | Terra rossa | Galina Fokina               | 6-4, 6-2      |
| 9.  | 21 marzo 2005     | ITF Women's Circuit Ain Alsoukhna, Ain Alsoukhna               | Terra rossa | Magdaléna Rybáriková        | 6-3, 6-4      |
| 10. | 9 maggio 2005     | ITF Women's Circuit Antalya, Adalia                            | Terra rossa | Ekaterina Dzehalevich       | 6-2, 6-2      |
| 11. | 15 agosto 2005    | Coimbra University Ladies Open, Coimbra                        | Cemento     | Aravane Rezaï               | 6-3, 6-1      |
| 12. | 24 settembre 2007 | ITF Granada Trofeo Mapfre, Granada                             | Cemento     | María José Martínez Sánchez | 6-3, 6-4      |
| 13. | 22 ottobre 2007   | Republican Girls, Istanbul                                     | Cemento (i) | Oxana Lyubtsova             | 6-2, 6-0      |
| 14. | 5 novembre 2007   | Nyrstar Port Pirie Tennis International, Port Pirie            | Cemento     | Hwang I-hsuan               | 6-1, 6-2      |
| 15. | 19 novembre 2007  | City of Mount Gambier Blue Lake Women's Classic, Mount Gambier | Cemento     | Lee Ye-ra                   | 6-3, 6-1      |
| 16. | 4 novembre 2012   | Open GDF SUEZ Nantes Atlantique, Nantes                        | Cemento (i) | Yulia Putintseva            | 6-2, 6-3      |
| 17. | 1º giugno 2015    | Open GDF SUEZ de Marseille, Marsiglia                          | Terra rossa | Pauline Parmentier          | 6-2, 7-5      |
| 18. | 26 ottobre 2015   | Internationaux Féminins de la Vienne, Poitiers                 | Cemento (i) | Pauline Parmentier          | 7-5, 6-2      |
| 19. | 23 giugno 2019    | Ilkley Trophy, Ilkley                                          | Erba        | Tímea Babos                 | 6-2, 4-6, 6-3 |

#### Sconfitte (5)
| Torneo $100.000 (2) |
| Torneo $80.000 (0)  |
| Torneo $75.000 (0)  |
| Torneo $60.000 (0)  |
| Torneo $50.000 (0)  |
| Torneo $25.000 (3)  |
| Torneo $15.000 (0)  |
| Torneo $10.000 (0)  |

| N. | Data            | Torneo                                                                              | Superficie  | Avversaria in finale | Punteggio        |
| 1. | 9 luglio 2006   | Internationaler Württembergische Damen-Tennis-Meisterschaften, Vaihingen an der Enz | Terra rossa | Jevgenija Savrans'ka | 6(4)–7, 5–7      |
| 2. | 23 luglio 2006  | Darmstadt Tennis International, Darmstadt                                           | Terra rossa | Magda Mihalache      | 0–6, 1–6         |
| 3. | 13 agosto 2006  | Coimbra University Ladies Open, Coimbra                                             | Cemento     | Kelly Liggan         | 0–6, 6(7)–7      |
| 4. | 9 novembre 2008 | Salwator Cup, Cracovia                                                              | Cemento (i) | Anne Keothavong      | 6(4)–7, 6–4, 3–6 |
| 5. | 25 luglio 2010  | ITF Roller Open, Pétange                                                            | Terra rossa | Mathilde Johansson   | 3–6, 3–6         |

### Doppio

#### Vittorie (23)
| Torneo $100.000 (4) |
| Torneo $80.000 (0)  |
| Torneo $75.000 (1)  |
| Torneo $60.000 (0)  |
| Torneo $50.000 (1)  |
| Torneo $25.000 (5)  |
| Torneo $15.000 (0)  |
| Torneo $10.000 (12) |

| N.  | Data             | Torneo                                                                              | Superficie  | Compagna             | Avversarie in finale                     | Punteggio              |
| 1.  | 26 agosto 2002   | BRD Groupe Societe Generale, Bucarest                                               | Terra rossa | Gabriela Niculescu   | Iveta Gerlová Nina Nittinger             | 6–2, 6–2               |
| 2.  | 31 marzo 2003    | Makarska Ladies Open, Macarsca                                                      | Terra rossa | Gabriela Niculescu   | Darija Jurak Maria Jedlickova            | 6–2, 6–2               |
| 3.  | 17 maggio 2004   | Trofeul Mc'Donalds, Bucarest                                                        | Terra rossa | Gabriela Niculescu   | Lenore Lazaroiu Andra Savu               | 6–4, 6–2               |
| 4.  | 13 luglio 2004   | BRD Women's Cup, Bucarest                                                           | Terra rossa | Gabriela Niculescu   | Liana Ungur Iris Ichim                   | 6–4, 6–1               |
| 5.  | 9 agosto 2004    | Ilie Nastase Trophy, Târgu Mureș                                                    | Terra rossa | Gabriela Niculescu   | Simona Matei Barbara Pócza               | 7–5, 6–1               |
| 6.  | 16 agosto 2004   | Primaria Iasi Nastase Trophy, Iași                                                  | Terra rossa | Gabriela Niculescu   | Nadine Schlotterer Eva Valkova           | 7–5, 6–1               |
| 7.  | 15 marzo 2005    | ITF Women's Circuit Cairo, Il Cairo                                                 | Terra rossa | Gabriela Niculescu   | Hanna Andreyeva Valeria Bondarenko       | 6–2, 6–3               |
| 8.  | 15 marzo 2005    | ITF Women's Circuit Ain Alsoukhna, Ain El Soukhna                                   | Terra rossa | Gabriela Niculescu   | Laura-Ramona Husaru Sarah Raab           | 6–1, 6–1               |
| 9.  | 2 maggio 2005    | ITF Women's Circuit Antalya, Adalia                                                 | Terra rossa | Gabriela Niculescu   | Iryna Burjačok Olga Panova               | 6–3, 6–4               |
| 10. | 9 maggio 2005    | ITF Women's Circuit Antalya, Adalia                                                 | Terra rossa | Gabriela Niculescu   | Renata Kucerkova Kathrin Woerle-Scheller | 6(3)–7, 6–0, 6–0       |
| 11. | 9 maggio 2006    | Trofeul Supradyn, Bucarest                                                          | Terra rossa | Gabriela Niculescu   | Sorana Cîrstea Diana Buzean              | 6–3, 6–0               |
| 12. | 20 giugno 2006   | BRD Women's Cup, Bucarest                                                           | Terra rossa | Gabriela Niculescu   | Raluca Ciulei Neda Kozic                 | 6–2, 6–1               |
| 13. | 8 luglio 2006    | Internationaler Württembergische Damen-Tennis-Meisterschaften, Vaihingen an der Enz | Terra rossa | Renata Voráčová      | Eva Fislová Stanislava Hrozenská         | 6–2, 6(4)–7, 7–5       |
| 14. | 17 luglio 2006   | Darmstadt Tennis International, Darmstadt                                           | Terra rossa | Jevgenija Savrans'ka | Daniela Klemenschits Sandra Klemenschits | 1–6, 6–0, 6–1          |
| 15. | 4 settembre 2006 | Save Cup, Mestre                                                                    | Terra rossa | Renata Voráčová      | Margalita Čachnašvili Tatjana Malek      | 6–4, 3–6, 6–4          |
| 16. | 2 aprile 2007    | Trofeo Quercia d'Argento, Putignano                                                 | Cemento     | Andreja Klepač       | Jessica Kirkland Carmen Klaschka         | 6–2, 7–5               |
| 17. | 10 luglio 2007   | Darmstadt Tennis International, Darmstadt                                           | Terra rossa | Kacjaryna Dzehalevič | Hilary Barte Tatjana Priachin            | 6–4, 7–5               |
| 18. | 19 novembre 2007 | City of Mount Gambier Blue Lake Women's Classic, Mount Gambier                      | Cemento     | Antonia Matic        | Sophie Ferguson Trudi Musgrave           | 5–7, 6–3, [10-8]       |
| 19. | 10 dicembre 2007 | Al Habtoor Tennis Challenge, Dubai                                                  | Cemento     | Marina Eraković      | Juliana Fedak Anna Lapuščenkova          | 7–6(1), 6–4            |
| 20. | 4 maggio 2008    | Open GDF SUEZ de Cagnes-sur-Mer Alpes-Maritimes, Cagnes-sur-Mer                     | Terra rossa | Renata Voráčová      | Julie Coin Marie-Ève Pelletier           | 6(2)-7, 6-1, [10-5]    |
| 21. | 19 luglio 2010   | ITF Roller Open, Pétange                                                            | Terra rossa | Sharon Fichman       | Sophie Lefèvre Laura Thorpe              | 6–4, 6–2               |
| 22. | 31 ottobre 2015  | Internationaux Féminins de la Vienne, Poitiers                                      | Cemento (i) | Andreea Mitu         | Stéphanie Foretz Amandine Hesse          | 6(5)-7, 7-6(2), [10-8] |
| 23. | 19 giugno 2021   | Nottingham Trophy, Nottingham                                                       | Erba        | Elena-Gabriela Ruse  | Priscilla Hon Storm Sanders              | 7-5, 7-5               |

#### Sconfitte (16)
| Torneo $100.000 (4) |
| Torneo $80.000 (0)  |
| Torneo $75.000 (1)  |
| Torneo $60.000 (0)  |
| Torneo $50.000 (0)  |
| Torneo $25.000 (6)  |
| Torneo $15.000 (0)  |
| Torneo $10.000 (5)  |

| N.  | Data              | Torneo                                           | Superficie  | Compagna               | Avversarie in finale                               | Punteggio        |
| 1.  | 18 agosto 2002    | BRD Women's Cup, Bucarest                        | Terra rossa | Gabriela Niculescu     | Radoslava Topalova Virginia Trifonova              | 4–6, 6–3, 3–6    |
| 2.  | 10 marzo 2003     | Makarska Ladies Open, Macarsca                   | Terra rossa | Gabriela Niculescu     | Stefanie Haidner Daniela Klemenschits              | 6–3, 6(7)–7, 4–6 |
| 3.  | 19 aprile 2003    | Dubrovnik Open, Ragusa                           | Terra rossa | Gabriela Niculescu     | Mervana Jugić-Salkić Darija Jurak                  | 2–6, 6–4, 2–6    |
| 4.  | 16 agosto 2003    | BRD Women's Cup, Bucarest                        | Terra rossa | Gabriela Niculescu     | Anna Bastrikova Elena Vesnina                      | 4–6, 4–6         |
| 5.  | 30 agosto 2003    | Nastase Trophy Timisoara, Timișoara              | Terra rossa | Gabriela Niculescu     | Julia Ács Vasilisa Davjdova                        | 4–6, 3–6         |
| 6.  | 17 aprile 2005    | Torneo Tirreno Power, Civitavecchia              | Terra rossa | Gabriela Niculescu     | Lucie Hradecká Sandra Záhlavová                    | 4-6, 3-6         |
| 7.  | 22 ottobre 2005   | Internacionales de Andalucìa Femeninos, Siviglia | Terra rossa | Gabriela Niculescu     | Sara Errani María José Martínez Sánchez            | 2-6, 6(5)-7      |
| 8.  | 8 aprile 2006     | Xenia Athens Open, Atene                         | Terra rossa | Gabriela Niculescu     | Olga Brózda Margit Rüütel                          | 6–2, 4–6, 2–6    |
| 9.  | 13 maggio 2007    | Jounieh Open, Jounieh                            | Terra rossa | Mădălina Gojnea        | Taccjana Pučak Nastas'sja Jakimava                 | 5-7, 0-6         |
| 10. | 5 agosto 2007     | Gaz de France Stars, Bucarest                    | Terra rossa | Mihaela Buzărnescu     | Sorana Cîrstea Ágnes Szatmári                      | w/o              |
| 11. | 22 settembre 2007 | Torneo Internacional Ciudad de Alcorcón, Madrid  | Terra rossa | Jevgenija Savrans'ka   | María José Martínez Sánchez Arantxa Parra Santonja | 6–1, 6(4)–7      |
| 12. | 29 settembre 2007 | ITF Granada Trofeo Mapfre, Granada               | Terra rossa | Alexandra Dulgheru     | Marta Marrero María José Martínez Sánchez          | 4–6, 1–6         |
| 13. | 26 ottobre 2008   | Internationaux Féminins de la Vienne, Poitiers   | Cemento (i) | Akgul Amanmuradova     | Petra Cetkovská Lucie Šafářová                     | 4-6, 4-6         |
| 14. | 2 novembre 2008   | Ritro Slovak Open, Bratislava                    | Cemento (i) | Akgul Amanmuradova     | Andrea Hlaváčková Lucie Hradecká                   | 6(1)-7, 1-6      |
| 15. | 11 luglio 2010    | Open GDF SUEZ de Biarritz, Biarritz              | Terra rossa | Lourdes Domínguez Lino | Sharon Fichman Julia Görges                        | 5-7, 4-6         |
| 16. | 26 ottobre 2013   | Internationaux Féminins de la Vienne, Poitiers   | Cemento (i) | Christina McHale       | Lucie Hradecká Michaëlla Krajicek                  | 6(5)–7, 2-6      |

## Grand Slam Junior

### Doppio

#### Sconfitte (3)
| Tornei del Grande Slam  |
| ----------------------- |
| Australian Open (0)     |
| Open di Francia (0)     |
| Torneo di Wimbledon (2) |
| US Open (1)             |

| N. | Data              | Torneo                          | Superficie | Compagna        | Avversarie in finale                | Punteggio        |
| 1. | 5 luglio 2004     | Torneo di Wimbledon, Londra     | Erba       | Marina Eraković | Viktoryja Azaranka Vol'ha Havarcova | 4-6, 6-3, 4-6    |
| 2. | 11 settembre 2004 | US Open, New York               | Cemento    | Mădălina Gojnea | Marina Eraković Michaëlla Krajicek  | 6(4)-7, 0-6      |
| 3. | 2 luglio 2005     | Torneo di Wimbledon, Londra (2) | Erba       | Marina Eraković | Viktoryja Azaranka Ágnes Szávay     | 7-6(5), 2-6, 0-6 |

## Risultati in progressione
| Sigla | Risultato               |
| ----- | ----------------------- |
| V     | Vincitore               |
| F     | Finalista               |
| SF    | Semifinalista           |
| O     | Oro olimpico            |
| A     | Argento olimpico        |
| SF    | Bronzo olimpico         |
| QF    | Quarti di Finale        |
| 4T    | Quarto turno            |
| 3T    | Terzo turno             |
| 2T    | Secondo turno           |
| 1T    | Primo turno             |
| RR    | Round Robin             |
| LQ    | Turno di qualificazione |
| A     | Assente                 |
| ND    | Non disputato           |

| Legenda superfici    |
| -------------------- |
| Cemento              |
| Terra battuta        |
| Erba                 |
| Superficie variabile |

### Singolare
| Torneo                 | 2006            | 2007            | 2008            | 2009            | 2010            | 2011            | 2012            | 2013            | 2014            | 2015            | 2016            | 2017            | V–S   |
| ---------------------- | --------------- | --------------- | --------------- | --------------- | --------------- | --------------- | --------------- | --------------- | --------------- | --------------- | --------------- | --------------- | ----- |
| Tornei del Grande Slam |                 |                 |                 |                 |                 |                 |                 |                 |                 |                 |                 |                 |       |
| Australian Open        | A               | A               | 1T              | 2T              | 1T              | 3T              | 3T              | 1T              | 3T              | 1T              | 2T              | 1T              | 8–10  |
| Open di Francia        | A               | A               | 1T              | 1T              | LQ              | 1T              | 1T              | 1T              | 2T              | 1T              | 1T              | 1T              | 1–9   |
| Wimbledon              | A               | A               | 2T              | 1T              | 2T              | 2T              | 1T              | 1T              | 1T              | 4T              | 2T              | 1T              | 7–10  |
| US Open                | A               | A               | 1T              | 1T              | 1T              | 4T              | 1T              | 1T              | 2T              | 2T              | 3T              |                 | 7–9   |
| Vittorie-sconfitte     | 0-0             | 0-0             | 1–4             | 1–4             | 1–3             | 6–4             | 2–4             | 0–4             | 4–4             | 4-4             | 4-4             | 0-3             | 23–38 |
| Torneo di fine anno    |                 |                 |                 |                 |                 |                 |                 |                 |                 |                 |                 |                 |       |
| WTA Tour Championships | Non qualificata | Non qualificata | Non qualificata | Non qualificata | Non qualificata | Non qualificata | Non qualificata | Non qualificata | Non qualificata | Non qualificata | Non qualificata | Non qualificata | 0–0   |
| Giochi Olimpici        |                 |                 |                 |                 |                 |                 |                 |                 |                 |                 |                 |                 |       |
| Giochi olimpici estivi | Non disputato   | Non disputato   | A               | Non disputato   | Non disputato   | Non disputato   | A               | Non disputato   | Non disputato   | Non disputato   | 2T              | ND              | 1–1   |
| WTA Premier Mandatory  |                 |                 |                 |                 |                 |                 |                 |                 |                 |                 |                 |                 |       |
| Indian Wells           | A               | A               | A               | 1T              | LQ              | 2T              | 2T              | 2T              | 2T              | 2T              | 3T              | 2T              | 7-8   |
| Miami                  | A               | A               | A               | 1T              | A               | 2T              | 2T              | 1T              | 1T              | 2T              | 4T              | 1T              | 5–8   |
| Madrid                 | Non disputato   | Non disputato   | Non disputato   | 1T              | A               | 1T              | 1T              | 1T              | 1T              | LQ              | 1T              | 1T              | 0–7   |
| Pechino                | NT I            | NT I            | NT I            | A               | A               | SF              | 2T              | 2T              | 1T              | 1T              |                 | LQ              | 6–5   |
| WTA Premier 5          |                 |                 |                 |                 |                 |                 |                 |                 |                 |                 |                 |                 |       |
| Dubai                  | Non Tier I      | Non Tier I      | Non Tier I      | 2T              | A               | LQ              | NP5             | NP5             | NP5             | 1T              | NP5             | A               | 1–2   |
| Doha                   | Non Tier I      | Non Tier I      | A               | Non disputato   | Non disputato   | NP5             | QF              | 2T              | 3T              | NP5             | 3T              | NP5             | 8–4   |
| Roma                   | A               | A               | 2T              | 1T              | A               | A               | 1T              | 1T              | LQ              | LQ              | 1T              | 1T              | 1–6   |
| Cincinnati             | Non Tier I      | Non Tier I      | Non Tier I      | A               | 2T              | 1T              | A               | LQ              | LQ              | LQ              | LQ              |                 | 1–2   |
| Canada                 | A               | A               | 2T              | 1T              | 1T              | LQ              | A               | A               | A               | A               | 2T              |                 | 2–4   |
| Tokyo                  | A               | A               | A               | A               | A               | A               | 1T              | A               | NP5             | NP5             | NP5             | NP5             | 0–1   |
| Wuhan                  | Non disputato   | Non disputato   | Non disputato   | Non disputato   | Non disputato   | Non disputato   | Non disputato   | Non disputato   | A               | 2T              | A               |                 | 1–1   |
| Ranking di fine anno   | 222             | 197             | 47              | 101             | 83              | 30              | 58              | 60              | 47              | 39              | 39              | 51              |       |

## Vittorie contro giocatrici Top 10
| Stagione | 2011 | 2012 | 2013 | 2014 | 2015 | 2016 | 2017 | Totale |
| Vittorie | 1    | 1    | 0    | 0    | 0    | 1    | 1    | 4      |

| #    | Giocatrice     | Ranking | Evento                  | Superficie  | Turno | Punteggio    | Rank. MNR |
| ---- | -------------- | ------- | ----------------------- | ----------- | ----- | ------------ | --------- |
| 2011 |                |         |                         |             |       |              |           |
| 1.   | Li Na          | 6       | China Open, Pechino     | Cemento     | 1T    | 6-4, 6-0     | 57        |
| 2012 |                |         |                         |             |       |              |           |
| 2.   | Vera Zvonarëva | 8       | Qatar Ladies Open, Doha | Cemento     | 2T    | 7-5, 3-2 rit | 31        |
| 2016 |                |         |                         |             |       |              |           |
| 3.   | Petra Kvitová  | 9       | Fed Cup, Cluj-Napoca    | Cemento (i) | QF    | 6-3, 6-4     | 37        |
| 2017 |                |         |                         |             |       |              |           |
| 4.   | Johanna Konta  | 7       | China Open, Pechino     | Cemento     | 1T    | 6-1, 6-2     | 65        |